# Mariama Jamanka
Mariama Jamanka (ur. 23 sierpnia 1990 w Berlinie Zachodnim) – niemiecka bobsleistka, pilot boba, mistrzyni olimpijska, dwukrotna mistrzyni świata, dwukrotna mistrzyni Europy oraz zdobywczyni Pucharu Świata.

## Kariera
Starty na arenie międzynarodowej rozpoczęła jako rozpychająca w listopadzie 2011 roku. Jako pilot zadebiutowała w grudniu 2014 roku, podczas zawodów z cyklu Pucharu Europy w niemieckim Königssee. Podczas debiutu zajęła 6. miejsce. W zawodach Pucharu Świata po raz pierwszy pojawiła się rok później, w grudniu 2015, również podczas zawodów w Königssee, gdzie była 8. W lutym 2016 roku debiutowała zarówno w Mistrzostwach Świata jak i w Mistrzostwach Europy. W tych pierwszych rozgrywanych w austriackim Igls zajęła 7. lokatę, natomiast w tych drugich, które zostały rozegrane w szwajcarskim Sankt Moritz, uplasowała się na 6 pozycji.
Pierwsze sukcesy w karierze zaczęła notować w 2017 roku. W styczniu tego roku po raz pierwszy stanęła na podium zawodów Pucharu Świata, zajmując 2. miejsce podczas konkursu w Winterbergu. Te same zawody były jednocześnie Mistrzostwami Europy. Okazała się na nich najlepszą Europejką zarazem zdobywając swój pierwszy tytuł mistrzyni Europy. W marcu 2017 roku zdobyła złoty medal w konkurencji mieszanej podczas Mistrzostw Świata w Königssee. Na tej samej imprezie, w rywalizacji dwójek zajęła 4. lokatę. W grudniu 2017 roku, podczas Mistrzostw Europy w Igls zdobyła srebrny medal. Musiała tam uznać wyższość rodaczek w składzie: Stephanie Schneider oraz Annika Drazek. W Pucharze Świata w sezonie 2017/2018 zajęła trzecie miejsce w klasyfikacji generalnej. W lutym 2018 roku, wraz z Lisą Buckwitz wywalczyła złoty medal olimpijski podczas igrzysk w Pjongczangu.
W sezonie 2018/2019 triumfowała w klasyfikacji generalnej Pucharu Świata. Podczas sezonu wygrała 4 z 8 konkursów. Były to zarazem pierwsze 4 zwycięstwa w karierze w zawodach pucharowych. W styczniu 2019 roku, podczas Mistrzostw Europy w Königssee zdobyła drugi tytuł mistrzyni Europy w karierze, tym razem plasując się bezpośrednio przed Stephanie Schneider. Kolejny złoty medal w rywalizacji dwójek, tym razem wraz z Drazek, zdobyła podczas Mistrzostw Świata w Whistler, gdzie ponownie uplasowała się na pierwszej pozycji wyprzedzając Schneider. W klasyfikacji pucharowej w sezonie 2019/2020 zajęła drugą lokatę. W lutym 2020 roku zarówno podczas mistrzostw świata w Altenbergu jak i Mistrzostw Europy w Siguldzie zajmowała czwarte lokaty w dwójkach. Pucharowy sezon 2020/2021 zakończyła na 3. miejscu w klasyfikacji dwójek. W trakcie niego startowała również w imprezach mistrzostwach, tym razem udało się jej zdobyć zaledwie brązowy medal podczas Mistrzostw Europy w Winterbergu.

## Osiągnięcia

### Igrzyska olimpijskie
| Rok  | Miejsce    | Lokata |
| ---- | ---------- | ------ |
| 2018 | Pjongczang | 1.     |

### Mistrzostwa świata
| Rok  | Miejsce   | Mono | Dwójki |
| ---- | --------- | ---- | ------ |
| 2016 | Igls      | —    | 7.     |
| 2017 | Königssee | —    | 4.     |
| 2019 | Whistler  | —    | 1.     |
| 2020 | Altenberg | —    | 4.     |
| 2021 | Altenberg | 4.   | 6.     |

### Mistrzostwa Europy
| Rok  | Miejsce      | Lokata |
| ---- | ------------ | ------ |
| 2016 | Sankt Moritz | 6.     |
| 2017 | Winterberg   | 1.     |
| 2018 | Igls         | 2.     |
| 2019 | Königssee    | 1.     |
| 2020 | Sigulda      | 4.     |
| 2021 | Winterberg   | 3.     |

### Puchar Świata
| Sezon     | Lokata |
| --------- | ------ |
| 2015/2016 | 7.     |
| 2016/2017 | 7.     |
| 2017/2018 | 3.     |
| 2018/2019 | 1.     |
| 2019/2020 | 2.     |
| 2020/2021 | 3.     |